# A-127
La carretera A-127 pertenece a la red de carreteras autonómicas de Aragón. Tiene una longitud aproximada de 99,1 km.
Atraviesa los municipios de Gallur, Tauste, Ejea de los Caballeros, Sádaba, Castiliscar y de Sos del Rey Católico.

## Desdoblamiento
En 2011, el ayuntamiento de Ejea pidió el desdoblamiento de la A-127. La obra estuvo incluida en los presupuestos del Gobierno de Aragón, pero la crisis económica frenó la inversión.
La necesidad de construir esta infraestructura radicaba en que en la extensa comarca de las Cinco Villas no existía ni un solo kilómetro de vías de alta capacidad ni de carreteras nacionales. Con su construcción, se mejoraría sustancialmente la conexión entre Ejea y el valle del Ebro.
En 2020, se anunció que el desdoblamiento de la A-127 entre Ejea y Gallur (38 kilómetros) saldría a concurso. Tendría un coste aproximado de 100 millones de euros. En marzo de 2021, la DGA publicó el “Proyecto de trazado de duplicación de calzada de la carretera A-127”, o lo que es lo mismo, la conversión de la A-127 en la ARA-A2, con un presupuesto estimado de 157.569.385,62 millones de euros y por el sistema de concesión. Desde el Gobierno de Aragón anunciaron que la licitación saldría a concurso a finales de año bajo el sistema de concesión de construcción y mantenimiento durante 25 años. Sin embargo, hubo protestas de agricultores debido a la "incertidumbre" que les producía la posibilidad de tener que volver a "los viejos caminos".
Finalmente, el 17 de marzo de 2025 comenzaron las obras para el desdoblamiento del tramo entre Tauste y Ejea de los Caballeros (23,5 kilómetros), convirtiéndola en una vía de doble calzada con dos carriles por sentido. En cuanto a los 15 kilómetros que separan Gallur y Tauste, serán completamente renovados, pero no desdoblados. Se espera que dicha obra esté terminada a mediados de 2027, tras una inversión de 96,7 millones de euros. Según la alcaldesa de Ejea de los Caballeros, el proyecto presentado no responde a las demandas históricas de Ejea de los Caballeros, ya que la reivindicación siempre ha sido la conexión con Gallur. No será una "autovía" como tal y, al parecer, la carretera mantendrá la denominación A-127.